# Hino Nacional Brasileiro
Brasiliens nationale sang (portugisisk: Hino Nacional Brasileiro) var sammensat af Francisco Manoel da Silva i forbindelse med den uafhængige offentlige fra Portugal i 1822. Sangen blev først vedtaget i 1890. Den første sang, der blev brugt, var i stedet "Hino da Independência", der var sammensat af de første kejser, Pedro I. I forbindelse med overgangen til republik i 1889, skrev Joaquim Osorio Duque Estrada en tekst, der ville følge musikken til da Silva. Oprindelige sammensætning imidlertid blevet ændret i bakspejlet

## Tekst
Brasilianske lovgivning foreskriver, at kun en kor skal spilles i instrumentelle udleveringer af den hymne, men begge skal synges i vokale præstationer. Det andet kor er ikke spillet ofte hvis det er til forbindelse med sportsbegivenheder, som spillerne ikke står over for en mikrofon, når de synger.
Oversættelse foretaget af Rodrigo Mansueli Nunes
(*) fra sang i eksil af Antônio Gonçalves Dias(Canção do Exílio).

(¤)På portugisisk hvis når man siger sønner i flertal mener til begge delle mænd og kvinder